# Mérey-Vieilley
Mérey-Vieilley est une commune française située dans le département du Doubs, la région culturelle et historique de Franche-Comté et la région administrative Bourgogne-Franche-Comté.

## Géographie
Ses maisons s'étalent au bas de la pente allant du bois de la Côte jusqu'au bord de l'Ognon, dont l'assèchement d'un bras fait qu'une petite partie de la commune se trouve sur la rive droite, dans la Haute-Saône.

### Transport
La commune est desservie par la ligne  65  du réseau de transport en commun Ginko.

### Climat
Pour des articles plus généraux, voir Climat de la Bourgogne-Franche-Comté et Climat du Doubs.
En 2010, le climat de la commune est de type climat de montagne, selon une étude du Centre national de la recherche scientifique s'appuyant sur une série de données couvrant la période 1971-2000. En 2020, Météo-France publie une typologie des climats de la France métropolitaine dans laquelle la commune est exposée à un climat semi-continental et est dans la région climatique  Jura, caractérisée par une forte pluviométrie en toutes saisons (1 000 à 1 500 mm/an), des hivers rigoureux et un ensoleillement médiocre. 
Pour la période 1971-2000, la température annuelle moyenne est de 10,5 °C, avec une amplitude thermique annuelle de 17,5 °C. Le cumul annuel moyen de précipitations est de 1 121 mm, avec 13,7 jours de précipitations en janvier et 9,7 jours en juillet. Pour la période 1991-2020, la température moyenne annuelle observée sur la station météorologique de Météo-France la plus proche, « Besançon », sur la commune de Besançon à 10 km à vol d'oiseau, est de 11,4 °C et le cumul annuel moyen de précipitations est de 1 157,0 mm. 
La température maximale relevée sur cette station est de 40,3 °C, atteinte le 28 juillet 1921 ; la température minimale est de −20,7 °C, atteinte le 9 janvier 1985,,. 
Les paramètres climatiques de la commune ont été estimés pour le milieu du siècle (2041-2070) selon différents scénarios d'émission de gaz à effet de serre à partir des nouvelles projections climatiques de référence DRIAS-2020. Ils sont consultables sur un site dédié publié par Météo-France en novembre 2022.

## Urbanisme

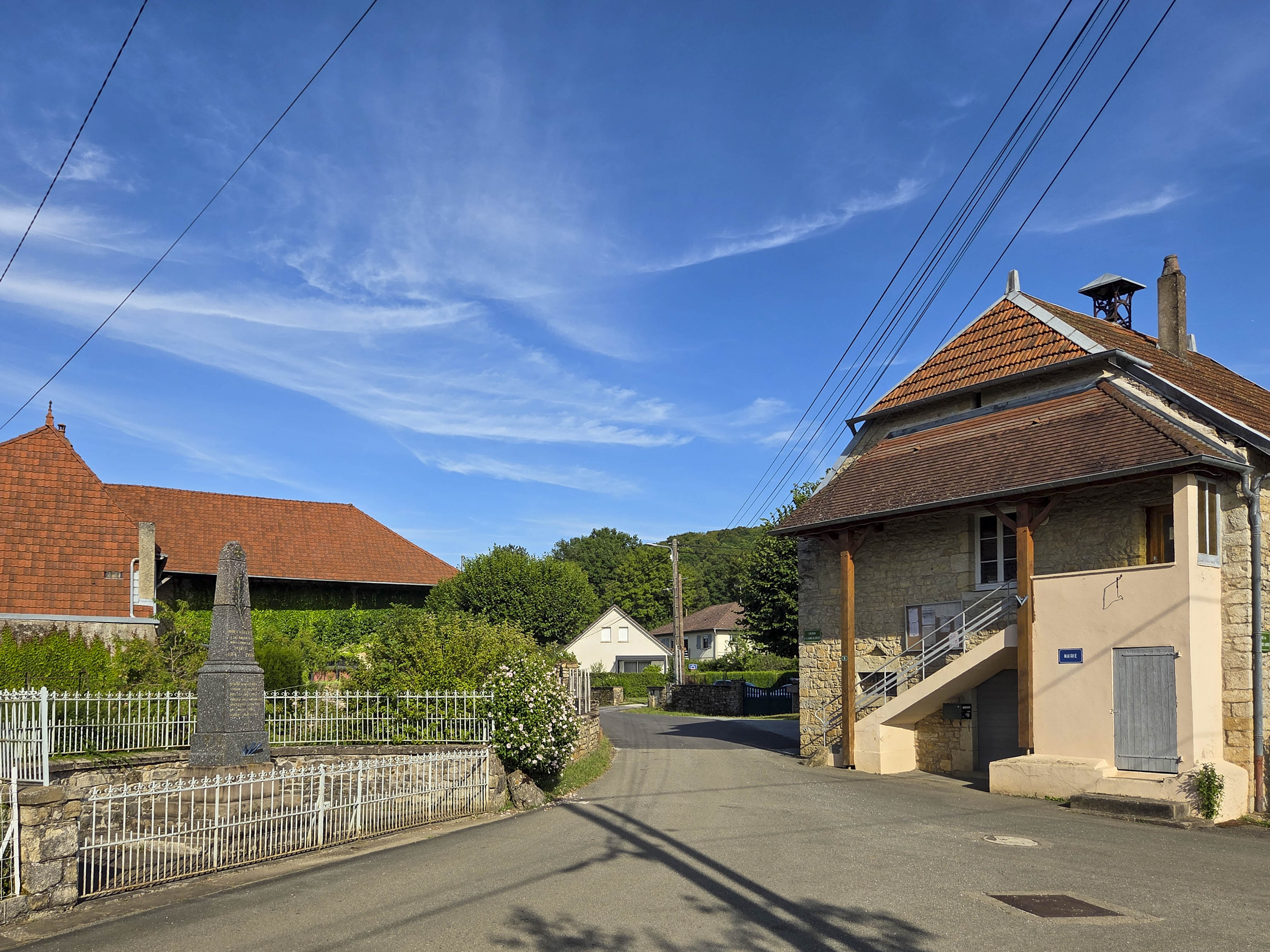
Le centre du village.

### Typologie
Au 1er janvier 2024, Mérey-Vieilley est catégorisée commune rurale à habitat dispersé, selon la nouvelle grille communale de densité à 7 niveaux définie par l'Insee en 2022.
Elle est située hors unité urbaine. Par ailleurs la commune fait partie de l'aire d'attraction de Besançon, dont elle est une commune de la couronne,. Cette aire, qui regroupe 310 communes, est catégorisée dans les aires de 200 000 à moins de 700 000 habitants,.

### Occupation des sols
L'occupation des sols de la commune, telle qu'elle ressort de la base de données européenne d’occupation biophysique des sols Corine Land Cover (CLC), est marquée par l'importance des territoires agricoles (56,8 % en 2018), une proportion identique à celle de 1990 (56,8 %). La répartition détaillée en 2018 est la suivante : 
forêts (43,2 %), prairies (23,9 %), terres arables (17,5 %), zones agricoles hétérogènes (15,4 %). L'évolution de l’occupation des sols de la commune et de ses infrastructures peut être observée sur les différentes représentations cartographiques du territoire : la carte de Cassini (XVIIIe siècle), la carte d'état-major (1820-1866) et les cartes ou photos aériennes de l'IGN pour la période actuelle (1950 à aujourd'hui).

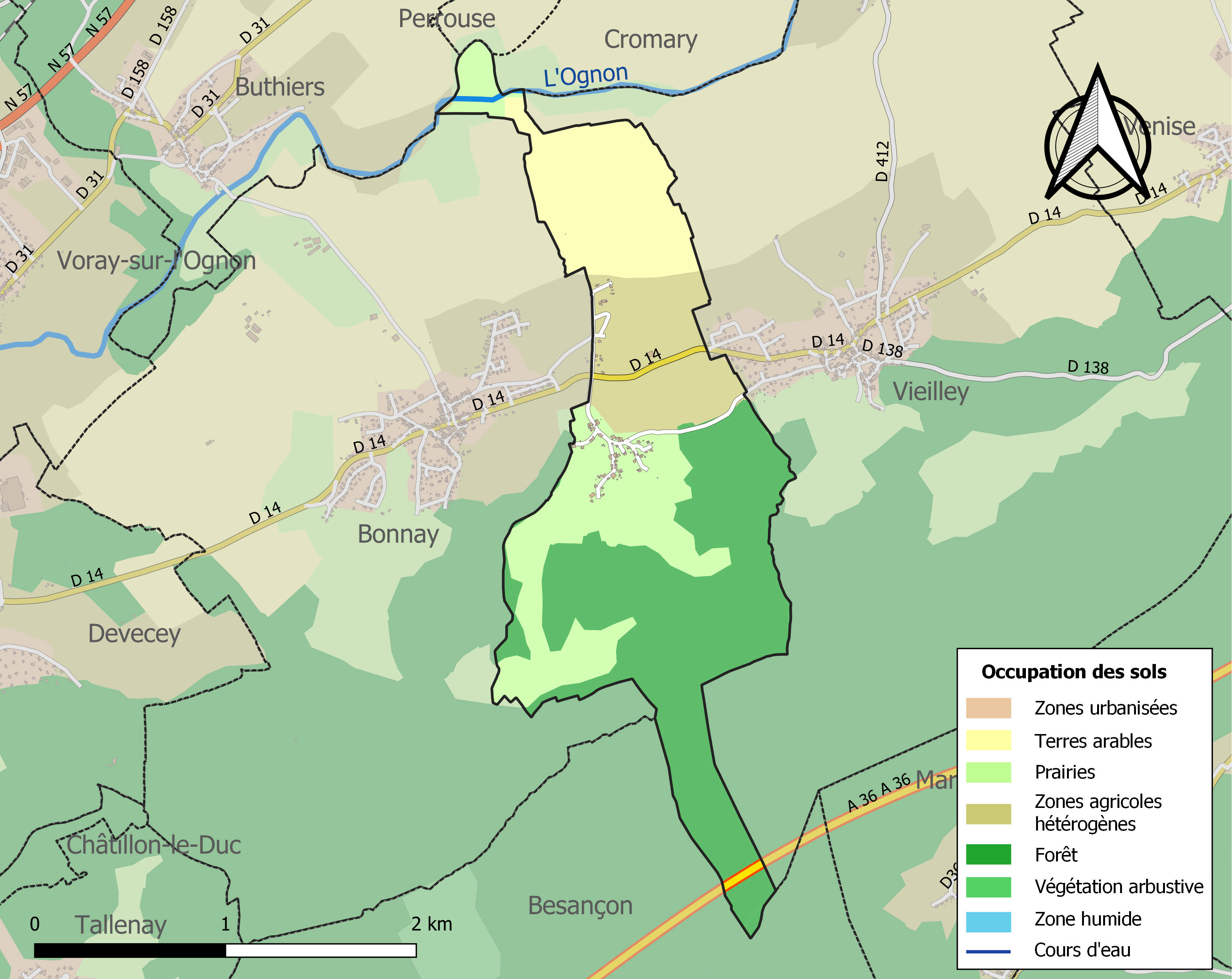
Carte des infrastructures et de l'occupation des sols de la commune en 2018 (CLC).

## Toponymie
Mayre en 1195 ; Merey en 1361 ; Meyrey en 1550 ; Mérey près Nonay en 1748 ; Merey les Vielles en 1749.

## Politique et administration

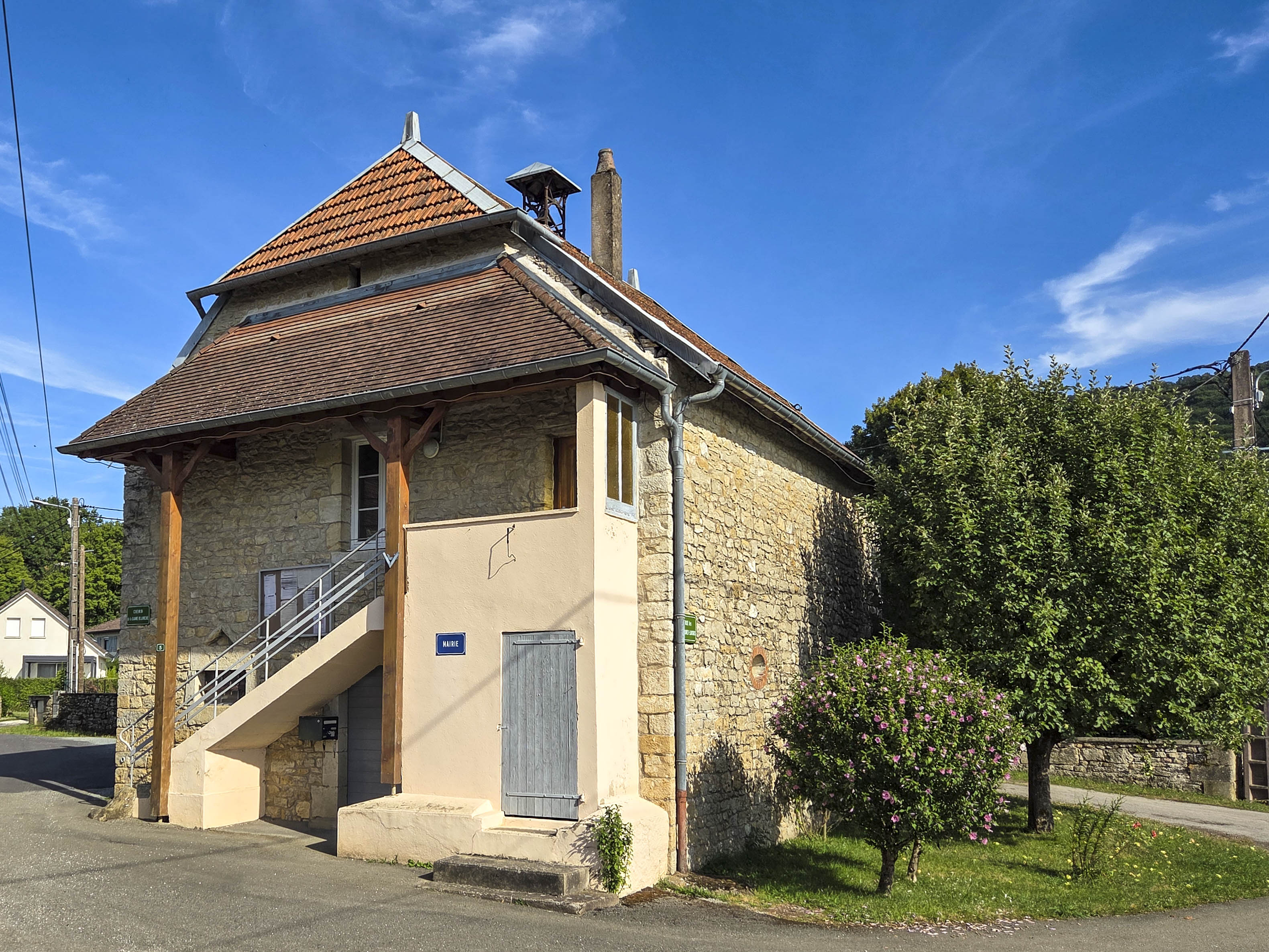
La mairie.

| Période                                  | Période                   | Identité                                        | Étiquette | Qualité    |
| ---------------------------------------- | ------------------------- | ----------------------------------------------- | --------- | ---------- |
| 2001                                     | mars 2008                 | Denis Perrisol                                  | UMP       |            |
| mars 2008                                | En cours (au 31 mai 2020) | Philippe Pernot, Réélu pour le mandat 2020-2026 | DVD       | Professeur |
| Les données manquantes sont à compléter. |                           |                                                 |           |            |

## Démographie
L'évolution du nombre d'habitants est connue à travers les recensements de la population effectués dans la commune depuis 1793. Pour les communes de moins de 10 000 habitants, une enquête de recensement portant sur toute la population est réalisée tous les cinq ans, les populations de référence des années intermédiaires étant quant à elles estimées par interpolation ou extrapolation. Pour la commune, le premier recensement exhaustif entrant dans le cadre du nouveau dispositif a été réalisé en 2008.

En 2022, la commune comptait 168 habitants, en évolution de +15,86 % par rapport à 2016 (Doubs : +1,88 %, France hors Mayotte : +2,11 %).
| 1793 | 1800 | 1806 | 1821 | 1831 | 1836 | 1841 | 1846 | 1851 |
| ---- | ---- | ---- | ---- | ---- | ---- | ---- | ---- | ---- |
| 150  | 144  | 157  | 132  | 119  | 162  | 171  | 146  | 141  |

| 1856 | 1861 | 1866 | 1872 | 1876 | 1881 | 1886 | 1891 | 1896 |
| ---- | ---- | ---- | ---- | ---- | ---- | ---- | ---- | ---- |
| 120  | 131  | 126  | 122  | 135  | 122  | 128  | 123  | 114  |

| 1901 | 1906 | 1911 | 1921 | 1926 | 1931 | 1936 | 1946 | 1954 |
| ---- | ---- | ---- | ---- | ---- | ---- | ---- | ---- | ---- |
| 95   | 105  | 92   | 92   | 86   | 85   | 76   | 77   | 79   |

| 1962 | 1968 | 1975 | 1982 | 1990 | 1999 | 2006 | 2008 | 2013 |
| ---- | ---- | ---- | ---- | ---- | ---- | ---- | ---- | ---- |
| 49   | 50   | 50   | 71   | 81   | 100  | 100  | 100  | 125  |

| 2018 | 2022 | - | - | - | - | - | - | - |
| ---- | ---- | - | - | - | - | - | - | - |
| 150  | 168  | - | - | - | - | - | - | - |

## Culture locale et patrimoine

### Lieux et monuments
- La mairie-lavoir
- La fontaine-lavoir
- La cascade de l'ancien moulin sur le ruisseau de Bon Bief, affluent rive gauche de l'Ognon
- Le monument aux morts

La commune a la particularité de ne pas avoir d'église.

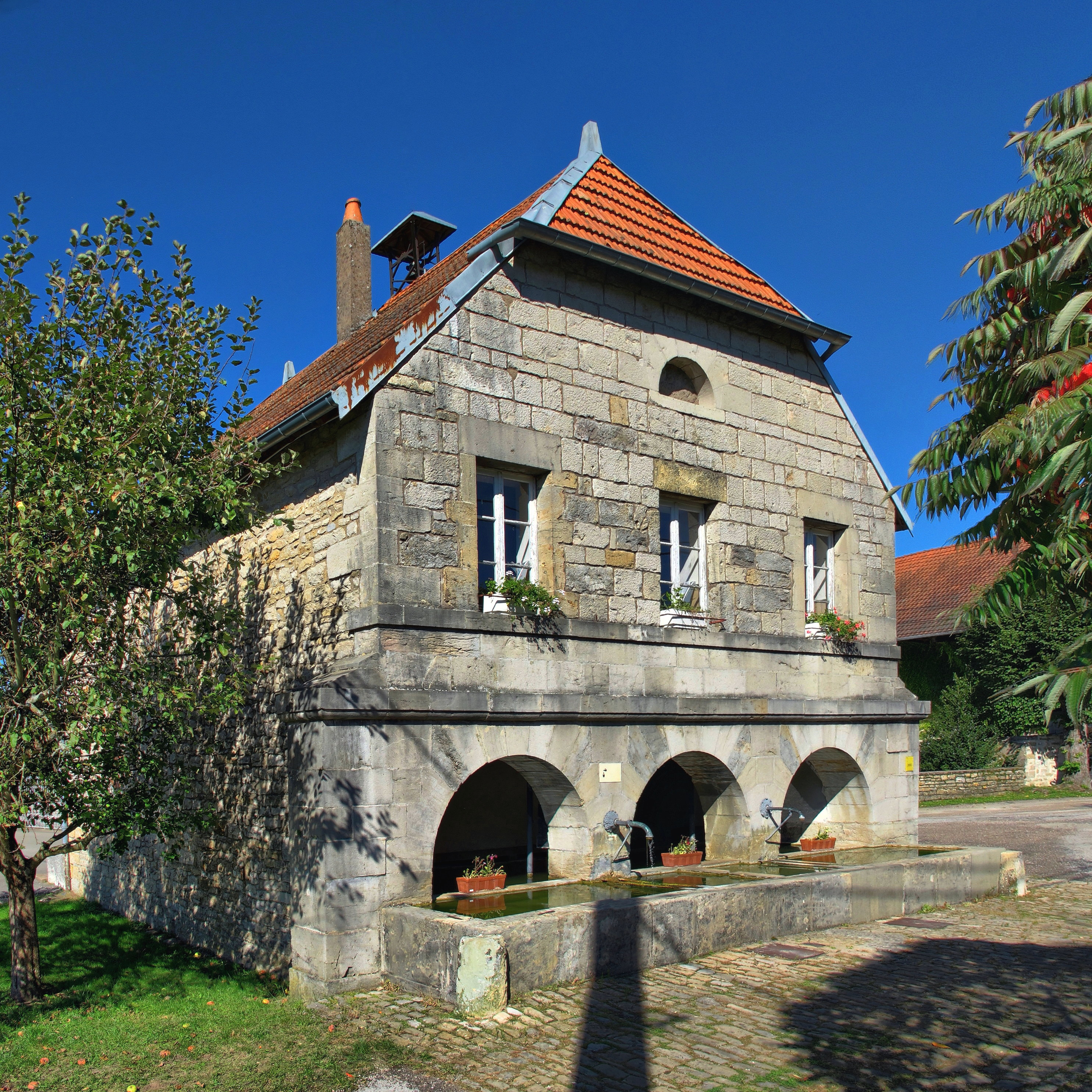
La mairie-lavoir.
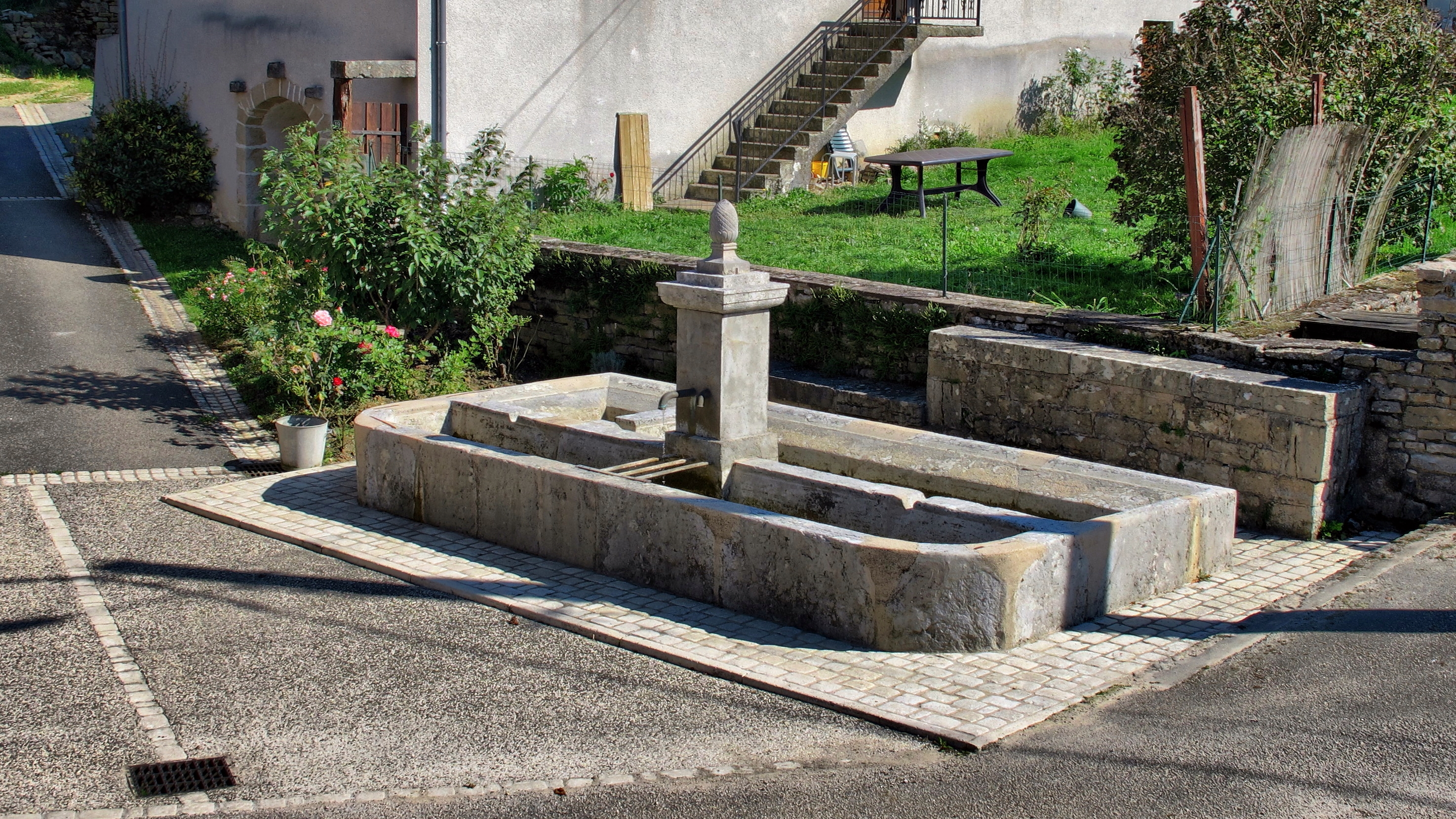
La fontaine-lavoir-abreuvoir.
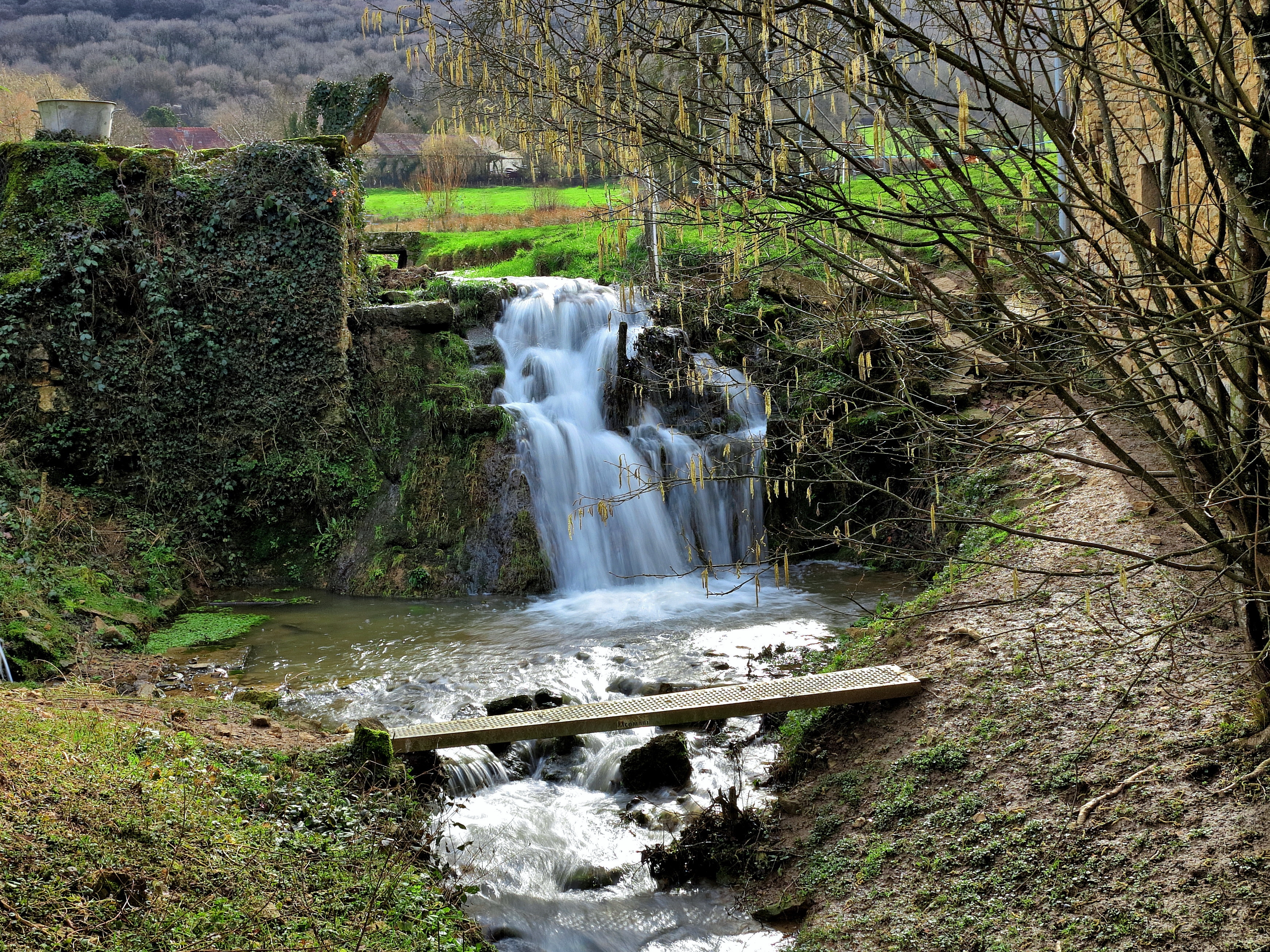
La cascade de l'ancien moulin.
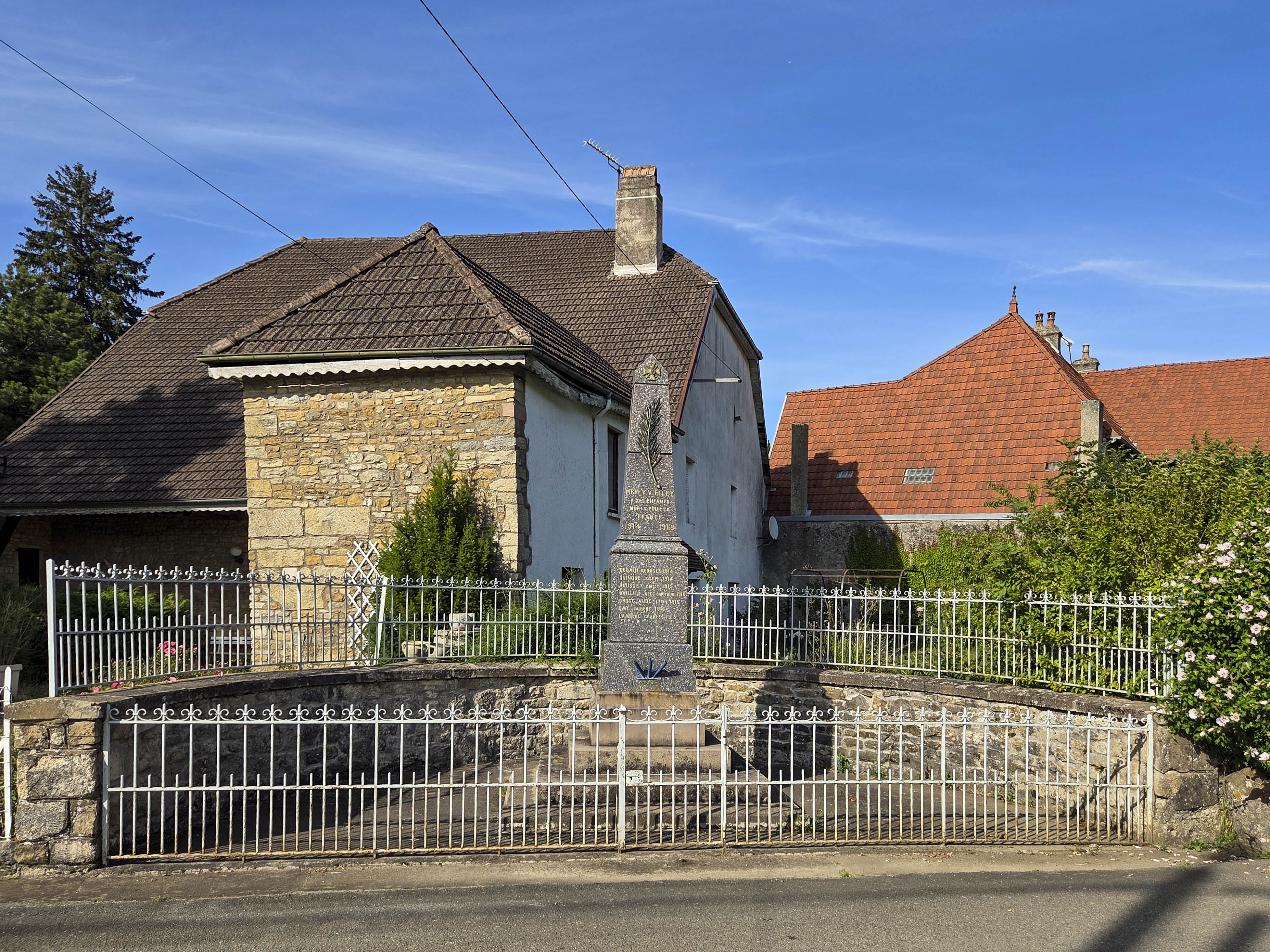
Le monument aux morts.